# Tabaciukî, Radîvîliv
Tabaciukî (în ucraineană Табачуки) este un sat în comuna Sîtne din raionul Radîvîliv, regiunea Rivne, Ucraina.

## Demografie
Componența lingvistică a localității Tabaciukî
     Ucraineană (100%)
Conform recensământului din 2001, toată populația localității Tabaciukî era vorbitoare de ucraineană (100%).